# Dieter Michael Feineis
Dieter Michael Feineis (* 10. August 1945 in Würzburg; † 25. Februar 2021) war ein deutscher römisch-katholischer Geistlicher und Kirchenhistoriker.

## Leben
Dieter Feineis war der Sohn von Wilhelm und Wilma Feineis wuchs in Waldbüttelbrunn auf. Nach dem Abitur an der damaligen Röntgen-Oberrealschule (heute Röntgen-Gymnasium) trat Dieter Michael Feineis in das Würzburger Priesterseminar ein und studierte von 1964 bis 1970 Philosophie und Theologie an der Julius-Maximilians-Universität Würzburg. Nach der Priesterweihe am 28. Juni 1970 durch den damaligen Bischof von Würzburg Stangl war er von 1970 bis 1976 Kaplan in Amorbach und Bad Brückenau und ab 1976 in Röllfeld. 1977 wurde er mit der Dissertation „Die Herrschaft des Ritterstiftes St. Burkard in Waldbüttelbrunn“ zum Dr. theol. promoviert und war ab 1980 Pfarrverweser und 1987 bis 2010 Pfarrer in Klingenberg am Main-Röllfeld. Feineis baute die erste Pfarreiengemeinschaft „St. Michael – Klingenberg, Röllfeld“ auf. 1986 habilitierte er sich in Würzburg mit der Schrift „Das Ritterstift St. Burkard zu Würzburg unter der Regierung von Fürstbischof Julius Echter von Mespelbrunn (1573-1617)“. 1990 erfolgte seine Ernennung zum Privatdozenten und er erhielt die venia legendi an der Universität Würzburg für das Fachgebiet Fränkische Kirchengeschichte. Im Januar 1997 wurde er Extraordinarius für Fränkische Kirchengeschichte an der Katholisch-Theologischen Fakultät in Würzburg und führte ab dann regelmäßig Lehrveranstaltungen an der Katholisch-Theologischen Fakultät durch. Seine Forschungsgebiete waren die Erschließung und Darstellung der Finanzgeschichte des Hochstiftes Würzburg, seiner Stifte und Klöster, die Geschichte des ehemaligen Mainzer Oberstiftes, insbesondere des Amtes Klingenberg und die Geschichte fränkischer Adelsgeschlechter. Er beschäftigte sich auch mit allgemeinen Fragen der Geschichte des Erzbistums Mainz und des Bistums Würzburg, vor allem auch der Geschichte deren Stifte und Klöster. Verschiedentlich hat sich Dieter Michael Feines auch mit zeitgeschichtlichen Fragen der Kirchengeschichte beschäftigt, so mit der Wirkungsgeschichte des Zweiten Vatikanischen Konzils in Bezug auf das Bistum Würzburg oder mit den Folgen des Ersten Weltkriegs und der Weimarer Republik für das Bistum Würzburg. Er war ein kenntnisreicher und ausdauernder Erforscher der Geschichte seiner fränkischen Heimat. Als Dieter Michael Feineis 2010 in den Ruhestand ging, verlieh ihm die Stadt Klingenberg die Ehrenbürgerwürde. Er war von 1999 bis 2018 zweiter Vorsitzender des Würzburger Diözesangeschichtsvereins und wechselte danach zu der Funktion des Kassierers. Von 2001 bis 2008 war er auch Mitherausgeber der Würzburger Diözesangeschichtsblätter.

## Ehrungen und Auszeichnungen
- 2007 Verdienstorden der Bundesrepublik Deutschland (Verdienstkreuz am Bande)
- 2010 Ernennung zum Kaplan Seiner Heiligkeit (Monsignore) durch Papst Benedikt XVI.

## Schriften (Auswahl)
- Dieter Michael Feineis: Die Herrschaft des Ritterstiftes Sankt Burkard in Waldbüttelbrunn (= Forschungen zur fränkischen Kirchen- und Theologiegeschichte) (= zugleich Dissertation, Würzburg 1977). Echter Verlag, Würzburg 1978, ISBN 3-429-00553-1.
- Dieter Michael Feineis: Das Ritterstift Sankt Burkard zu Würzburg unter der Regierung von Fürstbischof Julius Echter von Mespelbrunn (1573–1617). Quellen und Forschungen zur Geschichte des Bistums und Hochstifts Würzburg (= zugleich Habilitationsschrift, Würzburg 1986. Band 36). Schöningh, Würzburg 1986, ISBN 3-87717-039-0.
- Dieter Michael Feineis: Untersuchungen zur Finanz- und Wirtschaftsgeschichte des Hochstiftes Würzburg im 18. Jahrhundert. Quellen und Forschungen zur Geschichte des Bistums und Hochstifts Würzburg. Band 49. Schöningh, Würzburg 1996, ISBN 3-87717-053-6.
- Dieter Michael Feineis: Grubingen. In: Würzburger Diözesan Geschichtsblätter. 55. Band, Sonderdruck. Bistum Würzburg, Würzburg 1993, S. 53–84 (stadt-klingenberg.de [PDF; 913 kB; abgerufen am 25. Februar 2023]).
- Dieter Michael Feineis: Überblick über die Geschichte der Herrschaft Klingenberg bis zum Beginn des 16. Jahrhunderts. In: Würzburger Diözesan Geschichtsblätter – Sonderdruck. 54. Band. Bistum Würzburg, Würzburg 1992, S. 153–176 (stadt-klingenberg.de [PDF; 775 kB; abgerufen am 25. Februar 2023]).
- Dieter Michael Feineis: Röllfeld. Kath. Pfarramt Röllfeld, Röllfeld 1980, S. 1–32 (stadt-klingenberg.de [PDF; 1,8 MB; abgerufen am 25. Februar 2023]).
- Dieter Michael Feineis: Katholische Kirchen in Klingenberg – Ein Gang durch die Geschichte der katholischen Pfarreien Sankt Pankratius – Klingenberg, Sankt Mariä Himmelfahrt - Röllfeld und Sankt Maria Magdalena – Trennfurt. 1994, S. 235–298 (stadt-klingenberg.de [PDF; 1,8 MB; abgerufen am 25. Februar 2023]).